# منتخب جزر البهاما لاتحاد الرغبي
منتخب جزر البهاما الوطني لاتحاد الرغبي (بالإنجليزية: Bahamas National Rugby Union Team)‏ هو ممثل جزر البهاما الرسمي في المنافسات الدولية في اتحاد الرغبي.